# Albert van Zuylen van Nyevelt
Albert van Zuylen van Nyevelt (Brugge, 6 december 1870 - Sint-Andries (Brugge), 8 maart 1936) was een Belgisch historicus, archivaris en advocaat.

## Levensloop
Baron Albert Gustave Camille Ghislain van Zuylen van Nyevelt was een kleinzoon van de Brugse burgemeester Jean-Jacques van Zuylen van Nyevelt en een zoon uit het tweede huwelijk van Hector van Zuylen van Nyevelt (1833-1915) (de twaalfde in de rij van dertien kinderen van de burgemeester en zijn nichtje Isabelle van Zuylen van Nyevelt) met Ida van Caloen de Basseghem (1837-1917). Albert trouwde in november 1898 in Doornik met Marie-Julie Stiénon du Pré (1876-1956) en ze hadden zes kinderen. 
Albert van Zuylen doorliep de oude humaniora aan het Sint-Lodewijkscollege (retorica 1889) en werd doctor in de rechten aan de Katholieke Universiteit Leuven (1894). Van 1894 tot 1901 was hij advocaat in Brugge. Hij werd echter tot ontslag genoopt, omdat hij ondertussen ook archivaris was geworden en de balie geen nevenactiviteiten gedoogde.
In 1899 was hij adjunct-archivaris geworden in Doornik, in 1900 adjunct-conservator en in 1907 rijksarchivaris in Brugge. Naast de inventarissen die hij opmaakte of leidde in dit rijksarchief, schreef hij ook historische studies. Hij was bestuurslid van het Genootschap voor Geschiedenis te Brugge vanaf 1903 en werd ondervoorzitter in 1911. Hij publiceerde in: 
- Handelingen van het Genootschap voor Geschiedenis te Brugge
- Archives, bibliothèques et musées de Belgique
- Biographie nationale de Belgique

Van Zuylen was de voornaamste initiatiefnemer en organisator van de Praalstoet van de Gouden Boom en van de eropvolgende wapenpas, dit naar aanleiding van de inhuldiging in 1907 van de haven van Brugge-Zeebrugge. Hij verleende ook medewerking aan de organisatie van grote tentoonstellingen.
In 1915 nam van Zuylen, in volle oorlog, de verantwoordelijkheid op zich over het Brugse stadsarchief, na het overlijden van Louis Gilliodts. Hij bleef dit archief leiden tot in 1920, toen Remi Parmentier tot archivaris werd benoemd.
Hij was lid en proost van de Edele Confrérie van het Heilig Bloed.

## Publicaties
- Episodes de la vie des ducs de Bourgogne à Bruges (1938)
- Bijdragen in de Handelingen van het Genootschap voor Geschiedenis te Brugge:
  - L'église paroissiale de Sainte-Anne au métier de Straeten, 1895, blz 1-41
  - Joyeuse entrée de Charles le Téméraire à Bruges (1468), 1907, blz. 380-392
  - Damme. Démolition du transept et des nefs de l'église de Notre-Dame en 1725, 1908, blz. 164-180
  - Inventaire de tableaux d'Octavien van Steenberghe et Marie Danneels, sa femme, en 1688 à Bruges, 1910, blz. 261-267
  - Nos cloches pendant la révolution française, 1913, blz. 145-169
  - Tendances particularistes en Flandre à la fin du XVIe siècle, 1915-1922, blz. 213-264
  - Le trésor de la Toison d'Or, 1915-1922, blz. 318-324
  - Une visite princière à Bruges, 1922, blz. 39-45
  - Cés de loi du Franc de Bruges au XVe siècle. Refus de rendre la justice par le magistrat, 1923, blz. 114-146
  - La pêche à la baleine et les Brugeois au XVIIIe siècle, 1924, blz. 47-53
  - Chaires de vérité des églises St. Gilles et St. Jacques à Bruges, 1927, blz. 181-186
  - Le jubé et les orgues de l'église St. Jacques à Bruges, 1929, blz. 191-204
  - La chaire de vérité de l'église S. Walburge à Bruges, 1930, blz. 148-158
  - Les grandes fermes en Flandre vers 1300, 1931, blz. 40-52
  - Een onuitgegeven oorkonde van 1194 voor de abdij van Nonnebossche, 1932, blz. 73-74
  - Eene kaart van de wateringen van den Broucke en Moerkerke zuid over Leie door Pieter Pourbus, 1934, blz. 112-124